# 帝都復興院
帝都復興院（ていとふっこういん）は、1923年（大正12年）9月1日に起こった関東大震災翌日の2日より、帝都復興省案とともに検討され、9月27日に山本権兵衛内閣により設置された日本の政府機関。

## 概要
総裁は内務大臣後藤新平（元鉄道院総裁・東京市長）が兼務し、幹部には後藤の腹心やブレーンが集められた。内閣総理大臣直属の政府機関として、総裁官房・計画局・土地整理局・土木局・建築局・経理局・物資供給局が置かれ、内務省、鉄道省その他から有能な技術者を集めて、帝都復興事業に取り組んだ。
復興院が立案した帝都復興計画は、伊東巳代治（枢密顧問官）ら長老政治家や、野党政友会の反発によって大幅に縮小された。これには、復興院内部が、積極派の副総裁松木幹一郎、建築局長佐野利器らと、消極派で拙速主義を取り、予算を削減しようとする副総裁宮尾舜治、計画局長池田宏らとに割れて路線対立を起こし、総裁である後藤には両派の対立を調停するだけの力がなかったことも影響している。そして同年12月の虎ノ門事件により第2次山本内閣が総辞職すると、総裁は後藤から水野錬太郎に交代し、1924年（大正13年）2月25日に帝都復興院は廃止された。帝都復興事業は内務省の外局として設置された復興局に引き継がれた。なお復興局は1930年（昭和5年）4月1日に復興事務局に改組され、1932年（昭和7年）4月1日に復興事務局も廃止された。

## 幹部
- 総裁：後藤新平（内務大臣、元台湾総督府民政長官、元鉄道院総裁、元東京市長）→水野錬太郎（内務大臣）
- 副総裁：宮尾舜治（北海道庁長官、元台湾総督府）
- 副総裁：松木幹一郎（東京市政調査会専務理事、元鉄道院、元台湾電力社長）
- 技監：直木倫太郎（大阪市港湾部長・都市計画部長、元東京市土木課長）
- 理事・計画局長：池田宏（内務省社会局長、元東京市助役）
- 理事・建築局長：佐野利器（東京帝国大学教授）
- 理事・土木局長：直木技監兼務→太田圓三（鉄道省、木下杢太郎の兄）
- 理事・土地整理局長：宮尾副総裁兼務→稲葉健之助（北海道庁土木部長）
- 物資供給局長：松木副総裁兼務
- 経理局長：十河信二（鉄道省、のちに国鉄総裁）
- 総裁官房長官：金井清（鉄道省、のちに諏訪市長）